# جب الثور (منبج)
جب الثور أو عكرش كما تعرف محليّاً، قرية سوريّة تتبع إداريّاً لمحافظة حلب منطقة منبج ناحية مركز منبج، بلغ تعداد سكانها 799 نسمة حسب التعداد السكاني لعام 2004.